# Mafalda de Savoie
Ne doit pas être confondue avec la première reine de Portugal, Mathilde de Savoie, dite « Mafalda de Saboia ».
Titre
Épouse du prétendant
au trône de Hesse-Cassel
28 mai 1940 – 27 août 1944
(4 ans, 2 mois et 30 jours)
Mafalda de Savoie (en italien : Mafalda di Savoia et en allemand : Mafalda von Savoyen), princesse d'Italie, née à Rome le 19 novembre 1902 et morte au camp de Buchenwald le 27 août 1944, est la fille du roi Victor-Emmanuel III d'Italie et d'Hélène de Monténégro. Épouse du landgrave Philippe de Hesse-Cassel, c'est une princesse italo-allemande, actrice du rapprochement entre l'Italie fasciste et le Troisième Reich.

## Biographie

### Enfance

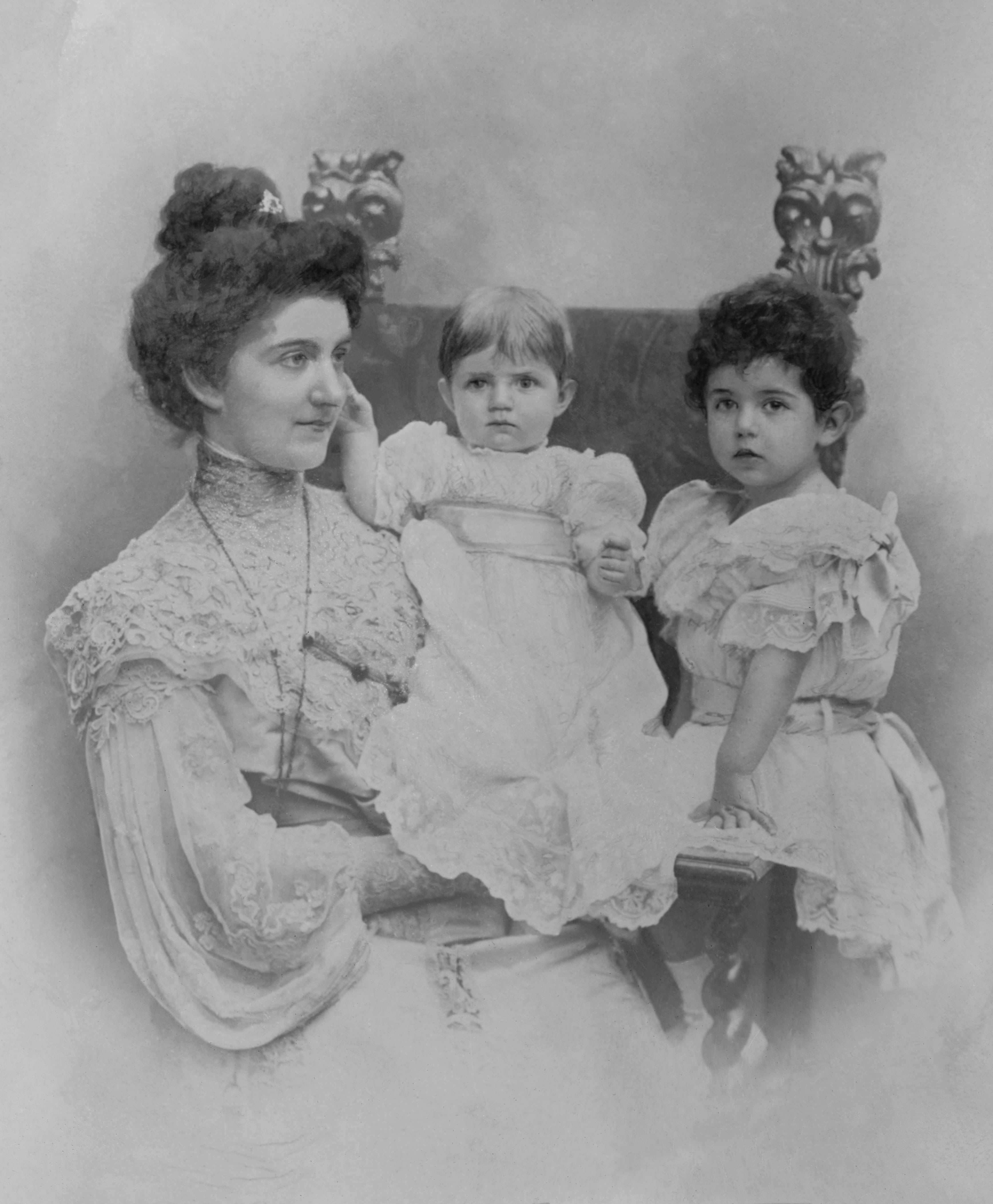
Mafalda avec sa mère et sa sœur aînée, Yolande.

Mafalda Maria Elisabetta Anna Romana, surnommée « Muti », est née le 19 novembre 1902 à Rome, elle est baptisée le 15 décembre suivant au palais du Quirinal. Elle est le second enfant du roi Victor-Emmanuel III et d'Hélène de Monténégro. Elle a une sœur aînée, Yolande, comtesse de Bergolo, et un frère et deux sœurs cadettes, le roi Humbert II d'Italie, Jeanne, reine de Bulgarie, et Marie-Françoise, princesse de Bourbon-Parme.

Mafalda de Savoie en 1910.

Durant son enfance, elle est très proche de sa mère, de qui elle hérite son amour pour la musique et les arts. Pendant la Première Guerre mondiale, elle l'accompagne lors de ses visites dans les hôpitaux militaires.

### Mariage et descendance

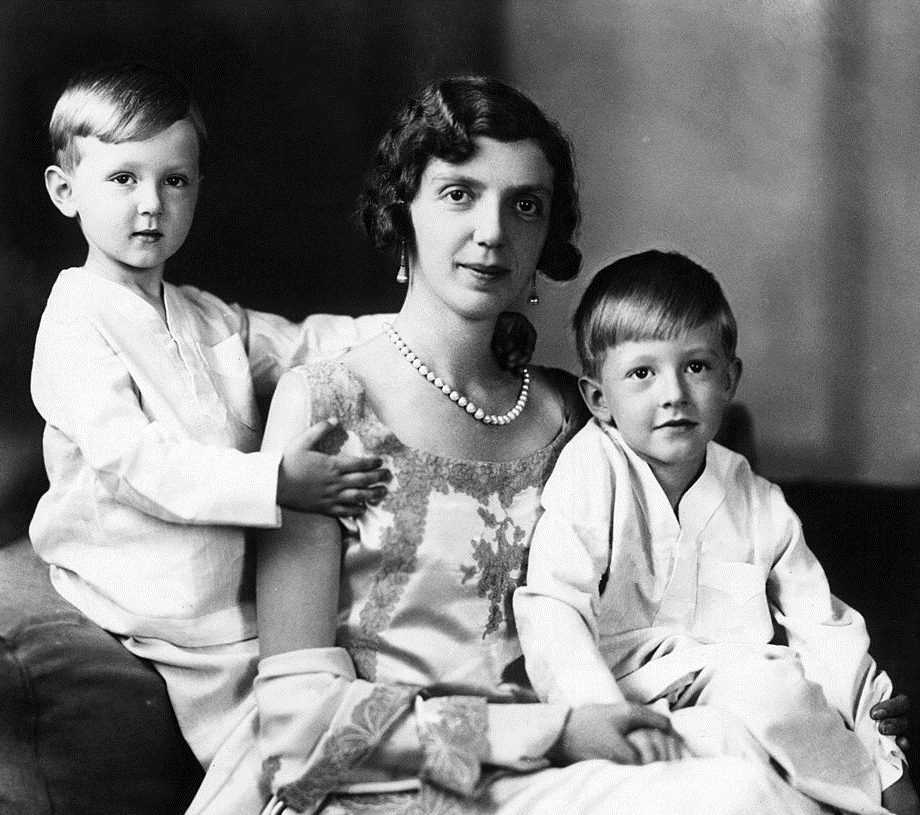
La princesse Mafalda avec ses fils aînés dans les années 1930.

Le 23 septembre 1925, la princesse épouse le landgrave Philippe de Hesse-Cassel (1896-1980) qu'elle a rencontré lors d'une « garden-party » quelques mois auparavant. Ce mariage d'amour d'une princesse catholique avec un prince protestant déplaisant au pape Pie XI, il est célébré non pas à Rome mais au château de Racconigi dans le Piémont, près de Turin, ancienne capitale des Savoie. Le couple a quatre enfants :
- Maurice Frédéric Charles (1926-2013) : épouse la princesse Tatjana de Sayn-Wittgenstein-Berleburg, et divorce en 1974 ;
- Henri Guillaume Constantin (1927, Rome - 1999, Langen) ;
- Othon Adolphe (1937, Rome - 1998, Hanovre), épouse en 1965 Angela von Doering et divorce en 1969 ; épouse en secondes noces la Tchèque Elisabeth Bönker et divorce en 1994 ;
- Élisabeth Marguerite Hélène Jeanne Marie Yolande Polyxène (1940, Rome) ; épouse en 1962 Friedrich Karl von Oppersdorff (1925-1985).

### Liens avec le Troisième Reich
Son mari est un membre éminent du parti nazi, tout comme son frère Christophe de Hesse-Cassel, marié à la princesse Sophie de Grèce, sœur du prince Philip, duc d'Édimbourg. Sa proximité avec la famille royale d'Italie est instrumentalisée par Hitler dans son désir de rapprochement avec l'Italie fasciste. Le 26 mars 1935, elle est ainsi présente à un dîner diplomatique informel donné par Hitler, où elle est assise à côté du Lord du sceau privé Anthony Eden. Cependant, à la chute du régime fasciste, Hitler accuse la princesse Mafalda d'avoir fait partie d'un complot pour faire chuter le Duce et d'avoir provoqué l'assassinat du roi de Bulgarie, son parent, par la même occasion.
Début septembre 1943, la princesse Mafalda se rend en Bulgarie pour les funérailles de son beau-frère, le roi Boris III, qui était hésitant sur la politique pro-allemande. Mise au courant de la capitulation de l'Italie, de la captivité de son mari en Bavière et du placement de ses enfants, cachés par le Vatican, le 23 septembre 1943, elle reçoit un appel téléphonique de Karl Hass de la Kommandantur qui l’informe qu’un message important au sujet de son mari l’attend à l'ambassade allemande. Arrivée sur place, elle est aussitôt arrêtée et transportée à Munich pour un interrogatoire musclé. Conduite à Berlin, elle est finalement internée au camp de concentration de Buchenwald.
Le 24 août 1944, Buchenwald est bombardé par les Américains et plus de quatre cents déportés sont tués. Mafalda est blessée grièvement au cou et au bras, qui s'infecte ; elle est alors amputée. Elle saigne abondamment pendant l'opération et meurt, inconsciente, dans la nuit du 26 au 27 août 1944. Sa famille n'a été avisée de sa mort que fin 1944 et son décès n'est confirmé par les Alliés qu'en 1945.
La princesse Mafalda repose dans le petit cimetière du château de Kronberg im Taunus, résidence de la famille de Hesse, dans la région de Francfort-sur-le-Main.

## Ascendance
|  |                                   |  |  |  |  |  |  |  |  |  |  |  |  |
|  | 8. Victor-Emmanuel II             |  |  |  |  |  |  |  |  |  |  |  |  |
|  |                                   |  |  |  |  |  |  |  |  |  |  |  |  |
|  |                                   |  |  |  |  |  |  |  |  |  |  |  |  |
|  | 4. Humbert Ier                    |  |  |  |  |  |  |  |  |  |  |  |  |
|  |                                   |  |  |  |  |  |  |  |  |  |  |  |  |
|  |                                   |  |  |  |  |  |  |  |  |  |  |  |  |
|  | 9. Adélaïde de Habsbourg-Lorraine |  |  |  |  |  |  |  |  |  |  |  |  |
|  |                                   |  |  |  |  |  |  |  |  |  |  |  |  |
|  |                                   |  |  |  |  |  |  |  |  |  |  |  |  |
|  | 2. Victor-Emmanuel III            |  |  |  |  |  |  |  |  |  |  |  |  |
|  |                                   |  |  |  |  |  |  |  |  |  |  |  |  |
|  |                                   |  |  |  |  |  |  |  |  |  |  |  |  |
|  | 10. Ferdinand de Savoie           |  |  |  |  |  |  |  |  |  |  |  |  |
|  |                                   |  |  |  |  |  |  |  |  |  |  |  |  |
|  |                                   |  |  |  |  |  |  |  |  |  |  |  |  |
|  | 5. Marguerite de Savoie           |  |  |  |  |  |  |  |  |  |  |  |  |
|  |                                   |  |  |  |  |  |  |  |  |  |  |  |  |
|  |                                   |  |  |  |  |  |  |  |  |  |  |  |  |
|  | 11. Élisabeth de Saxe             |  |  |  |  |  |  |  |  |  |  |  |  |
|  |                                   |  |  |  |  |  |  |  |  |  |  |  |  |
|  |                                   |  |  |  |  |  |  |  |  |  |  |  |  |
|  | 1. Mafalda de Savoie              |  |  |  |  |  |  |  |  |  |  |  |  |
|  |                                   |  |  |  |  |  |  |  |  |  |  |  |  |
|  |                                   |  |  |  |  |  |  |  |  |  |  |  |  |
|  | 12. Mirko Petrović-Njegoš         |  |  |  |  |  |  |  |  |  |  |  |  |
|  |                                   |  |  |  |  |  |  |  |  |  |  |  |  |
|  |                                   |  |  |  |  |  |  |  |  |  |  |  |  |
|  | 6. Nicolas Ier de Monténégro      |  |  |  |  |  |  |  |  |  |  |  |  |
|  |                                   |  |  |  |  |  |  |  |  |  |  |  |  |
|  |                                   |  |  |  |  |  |  |  |  |  |  |  |  |
|  | 13. Anastasija Martinovich        |  |  |  |  |  |  |  |  |  |  |  |  |
|  |                                   |  |  |  |  |  |  |  |  |  |  |  |  |
|  |                                   |  |  |  |  |  |  |  |  |  |  |  |  |
|  | 3. Hélène de Monténégro           |  |  |  |  |  |  |  |  |  |  |  |  |
|  |                                   |  |  |  |  |  |  |  |  |  |  |  |  |
|  |                                   |  |  |  |  |  |  |  |  |  |  |  |  |
|  | 14. Petar Vukotić                 |  |  |  |  |  |  |  |  |  |  |  |  |
|  |                                   |  |  |  |  |  |  |  |  |  |  |  |  |
|  |                                   |  |  |  |  |  |  |  |  |  |  |  |  |
|  | 7. Milena Vukotić                 |  |  |  |  |  |  |  |  |  |  |  |  |
|  |                                   |  |  |  |  |  |  |  |  |  |  |  |  |
|  |                                   |  |  |  |  |  |  |  |  |  |  |  |  |
|  | 15. Jelena Vojvodić               |  |  |  |  |  |  |  |  |  |  |  |  |
|  |                                   |  |  |  |  |  |  |  |  |  |  |  |  |
|  |                                   |  |  |  |  |  |  |  |  |  |  |  |  |

## Hommages

### Philatélie
En 1997, le gouvernement italien honore la princesse Mafalda par une émission philatélique.

### Toponymie
En son honneur, l'Italie a baptisé Mafalda une commune de la province de Campobasso.

### Cinéma
- Mafalda de Savoie (2005), film réalisé par Maurizio Zaccaro avec Stefania Rocca dans le rôle de Mafalda de Savoie.